# Bahnstrecke Hagen–Dieringhausen
| Übersichtskarte „Oberbergische Bahnen“ |                                                                                    |                                                                    |                                                                    |
| Streckennummer (DB): | 2819 (Hagen–Oberhagen) 2817 (Hagen–Rehsiepen) 2810 (Oberhagen–GM-Dieringhausen)    |                                                                    |                                                                    |
| Kursbuchstrecke (DB): | 434 (Hagen–Lüdenscheid-Brügge) 459 (Lüd.-Brügge–GM-Dieringhausen)                  |                                                                    |                                                                    |
| Kursbuchstrecke: | 240k (1946) 228n (Brügge (W) – Oberbrügge 1946) 240m (Marienheide – Dieringh 1946) |                                                                    |                                                                    |
| Streckenlänge: | 60,6 km                                                                            |                                                                    |                                                                    |
| Spurweite: | 1435 mm (Normalspur)                                                               |                                                                    |                                                                    |
| Streckenklasse: | D4                                                                                 |                                                                    |                                                                    |
| Streckengeschwindigkeit: | 90 km/h                                                                            |                                                                    |                                                                    |
| Zugbeeinflussung: | PZB                                                                                |                                                                    |                                                                    |
| Zweigleisigkeit: | Hagen – Üst Hagen-Delstern                                                         |                                                                    |                                                                    |
| |                                                                                    |                                                                    |                                                                    |
| \| \| \| Hauptstrecke von Dortmund \| \| \| \| (141,7) 0,003 \| Hagen Hbf \| 110 m \| \| \| \| S-Bahn-Strecke nach Gevelsberg \| \| \| \| (140,8) 0,000 \| Rehsiepen (Nord) (Abzw) \| Rehsiepen (Nord) (Abzw) \| \| \| \| Hauptstrecke nach Wuppertal \| \| \| \| (140,4) 0,000 \| Braun-Angott (Anst) \| Braun-Angott (Anst) \| \| \| (140,1) 1,600 \| Rehsiepen (Süd) (Abzw) \| Rehsiepen (Süd) (Abzw) \| \| \| \| Goldbergtunnel (2230 m) \| \| \| \| \| (alte Trasse bis 1910) \| \| \| \| 1,8001,770 \| Hagen-Oberhagen \| 125 m \| \| \| \| Volme \| \| \| \| \| B 54 Volmetalbrücke \| \| \| \| 3,931 \| Üst Hagen-Delstern \| Üst Hagen-Delstern \| \| \| 4,100 \| Hagen-Delstern \| Hagen-Delstern \| \| \| \| Volmeabstieg (L693) \| \| \| \| \| B 54 \| \| \| \| 7,200 \| Hagen-Ambrock \| Hagen-Ambrock \| \| \| \| Volme (2x) \| \| \| \| 9,507 \| Dahl \| 158 m \| \| \| \| Volme \| \| \| \| \| \| \| \| \| \| Hengstenberger Tunnel (232 m/233 m, zweiröhrig) \| \| \| \| \| \| \| \| \| 11,500 \| Breckerfeld-Priorei (bis 1979) \| Breckerfeld-Priorei (bis 1979) \| \| \| \| Volme \| \| \| \| 13,235 \| Rummenohl \| 185 m \| \| \| \| B 54 \| \| \| \| \| Volme \| \| \| \| \| \| \| \| \| \| Twieströmer Tunnel (152 m/153 m, zweiröhrig) \| \| \| \| \| \| \| \| \| 16,274 \| Dahlerbrück \| 210 m \| \| \| \| Volme \| \| \| \| \| ehem. Hälvertalbahn (Meterspur) \| \| \| \| 18,084 \| Schalksmühle \| 231 m \| \| \| \| Volme \| \| \| \| \| \| \| \| \| \| Winkhauser Tunnel (227 m/237 m, zweiröhrig) \| \| \| \| \| \| \| \| \| \| Stichstrecke von Lüdenscheid \| \| \| \| \| Volme \| \| \| \| \| \| \| \| \| 23,843 \| Lüdenscheid-Brügge (bis 2017: Brügge (Westf.)) \| 268 m \| \| \| \| \| \| \| \| \| Volme \| \| \| \| \| B 54 \| \| \| \| \| \| \| \| \| 26,200 \| Halver-Oberbrügge (2012–2019 Awanst) (1986–2019 kein PV) \| 281 m \| \| \| \| \| \| \| \| \| ehem. Verbindung zur Wuppertalbahn \| \| \| \| \| Hamecke \| \| \| \| 28,200 \| Bollwerk \| Bollwerk \| \| \| 30,600 \| Vollme (1892–1976) \| Vollme (1892–1976) \| \| \| \| Volme (2x) \| \| \| \| 33,400 \| Grünenbaum \| Grünenbaum \| \| \| \| Schleipe \| \| \| \| \| Volme \| \| \| \| 35,100 \| Kierspe (1986–2019 kein PV) \| 354 m \| \| \| \| Wehe \| \| \| \| \| Holtsiepen \| \| \| \| \| Hartmecke \| \| \| \| \| Hahnenbecke \| \| \| \| \| \| \| \| \| 38,818 \| Meinerzhagen (1986–2013 kein PV) \| 406 m \| \| \| \| \| \| \| \| \| Stichstrecke nach Krummenerl \| \| \| \| \| Meinerzhagener Tunnel (384 m) \| 427 m \| \| \| \| Genkel \| \| \| \| \| Deipensiepen \| \| \| \| 43,800 \| Holzwipper \| Holzwipper \| \| \| \| Brucher bzw. Wipper \| \| \| \| \| \| \| \| \| \| ehem. Wippertalbahn von Wipperfürth ehem. Leppetalbahn (Meterspur) \| \| \| \| \| \| \| \| \| \| \| \| \| \| 47,800 \| Marienheide (1987–2003 kein PV, 2003–2014 Hp) \| 359 m \| \| \| \| \| \| \| \| \| Leppe \| \| \| \| 51,000 \| Kotthausen \| Kotthausen \| \| \| \| Rospebach \| \| \| \| 54,600 \| Gummersbach Nord \| Gummersbach Nord \| \| \| \| Brückenstraße \| \| \| \| \| Kampgasse (2x) \| \| \| \| 56,070 \| Gummersbach \| 255 m \| \| \| \| Hubert-Sülzer-Straße \| \| \| \| 60,400 \| Vollmerhausen Berg \| Vollmerhausen Berg \| \| \| \| ehem. Aggertalbahn von Olpe \| \| \| \| \| B 56 Talbrücke Aggertal \| \| \| \| \| Strombach \| \| \| \| \| \| \| \| \| 60,587 \| Gummersbach-Dieringhausen (bis 2018: Dieringhausen) \| 183 m \| \| \| \| \| \| \| \| \| Aggertalbahn nach Overath/Köln \| \| \| \| \| \| \| \| Quellen: [1][2][3] \| \| \| \| |                                                                                    |                                                                    |                                                                    |
| |                                                                                    | Hauptstrecke von Dortmund                                          |                                                                    |
| Bahnhof mit S-Bahn-Halt | (141,7) 0,003                                                                      | Hagen Hbf                                                          | 110 m                                                              |
| Abzweig quer und von links · Abzweig geradeaus, nach rechts und ehemals nach links · Strecke von rechts (außer Betrieb) |                                                                                    | S-Bahn-Strecke nach Gevelsberg                                     | S-Bahn-Strecke nach Gevelsberg                                     |
| Strecke · ehemalige Blockstelle · Strecke (außer Betrieb) | (140,8) 0,000                                                                      | Rehsiepen (Nord) (Abzw)                                            | Rehsiepen (Nord) (Abzw)                                            |
| Kreuzung geradeaus unten · Abzweig ehemals geradeaus und nach rechts · Strecke (außer Betrieb) |                                                                                    | Hauptstrecke nach Wuppertal                                        | Hauptstrecke nach Wuppertal                                        |
| Strecke · Blockstelle (Strecke außer Betrieb) · Strecke (außer Betrieb) | (140,4) 0,000                                                                      | Braun-Angott (Anst)                                                | Braun-Angott (Anst)                                                |
| Abzweig geradeaus und ehemals von links · Strecke nach rechts (außer Betrieb) · Strecke (außer Betrieb) | (140,1) 1,600                                                                      | Rehsiepen (Süd) (Abzw)                                             | Rehsiepen (Süd) (Abzw)                                             |
| Strecke geradeaus (im Tunnel) · Strecke nach halbrechts (außer Betrieb) |                                                                                    | Goldbergtunnel (2230 m)                                            | Goldbergtunnel (2230 m)                                            |
| Strecke nach links (im Tunnel) · Abzweig von rechts und ehemals von halblinks |                                                                                    | (alte Trasse bis 1910)                                             | (alte Trasse bis 1910)                                             |
| Haltepunkt / Haltestelle, ehemals Bahnhof | 1,8001,770                                                                         | Hagen-Oberhagen                                                    | 125 m                                                              |
| Brücke über Wasserlauf |                                                                                    | Volme                                                              | Volme                                                              |
| Strecke mit Straßenbrücke |                                                                                    | B 54 Volmetalbrücke                                                | B 54 Volmetalbrücke                                                |
| Überleitstelle / Spurwechsel | 3,931                                                                              | Üst Hagen-Delstern                                                 | Üst Hagen-Delstern                                                 |
| ehemaliger Bahnhof | 4,100                                                                              | Hagen-Delstern                                                     | Hagen-Delstern                                                     |
| Strecke mit Straßenbrücke |                                                                                    | Volmeabstieg (L693)                                                | Volmeabstieg (L693)                                                |
| Brücke |                                                                                    | B 54                                                               | B 54                                                               |
| ehemaliger Haltepunkt / Haltestelle | 7,200                                                                              | Hagen-Ambrock                                                      | Hagen-Ambrock                                                      |
| Brücke über Wasserlauf |                                                                                    | Volme (2x)                                                         | Volme (2x)                                                         |
| Haltepunkt / Haltestelle, ehemals Bahnhof | 9,507                                                                              | Dahl                                                               | 158 m                                                              |
| Brücke über Wasserlauf |                                                                                    | Volme                                                              | Volme                                                              |
| |                                                                                    |                                                                    |                                                                    |
| Tunnel |                                                                                    | Hengstenberger Tunnel (232 m/233 m, zweiröhrig)                    | Hengstenberger Tunnel (232 m/233 m, zweiröhrig)                    |
| |                                                                                    |                                                                    |                                                                    |
| ehemaliger Bahnhof | 11,500                                                                             | Breckerfeld-Priorei (bis 1979)                                     | Breckerfeld-Priorei (bis 1979)                                     |
| Brücke über Wasserlauf |                                                                                    | Volme                                                              | Volme                                                              |
| Bahnhof | 13,235                                                                             | Rummenohl                                                          | 185 m                                                              |
| Brücke |                                                                                    | B 54                                                               | B 54                                                               |
| Brücke über Wasserlauf |                                                                                    | Volme                                                              | Volme                                                              |
| |                                                                                    |                                                                    |                                                                    |
| Tunnel |                                                                                    | Twieströmer Tunnel (152 m/153 m, zweiröhrig)                       | Twieströmer Tunnel (152 m/153 m, zweiröhrig)                       |
| |                                                                                    |                                                                    |                                                                    |
| Haltepunkt / Haltestelle, ehemals Bahnhof | 16,274                                                                             | Dahlerbrück                                                        | 210 m                                                              |
| Brücke über Wasserlauf |                                                                                    | Volme                                                              | Volme                                                              |
| Strecke von rechts · Strecke |                                                                                    | ehem. Hälvertalbahn (Meterspur)                                    | ehem. Hälvertalbahn (Meterspur)                                    |
| Kopfbahnhof Streckenende · Haltepunkt / Haltestelle, ehemals Bahnhof | 18,084                                                                             | Schalksmühle                                                       | 231 m                                                              |
| Brücke über Wasserlauf |                                                                                    | Volme                                                              | Volme                                                              |
| |                                                                                    |                                                                    |                                                                    |
| Tunnel |                                                                                    | Winkhauser Tunnel (227 m/237 m, zweiröhrig)                        | Winkhauser Tunnel (227 m/237 m, zweiröhrig)                        |
| |                                                                                    |                                                                    |                                                                    |
| Abzweig geradeaus und von links |                                                                                    | Stichstrecke von Lüdenscheid                                       | Stichstrecke von Lüdenscheid                                       |
| Brücke über Wasserlauf |                                                                                    | Volme                                                              | Volme                                                              |
| |                                                                                    |                                                                    |                                                                    |
| Bahnhof | 23,843                                                                             | Lüdenscheid-Brügge (bis 2017: Brügge (Westf.))                     | 268 m                                                              |
| |                                                                                    |                                                                    |                                                                    |
| Brücke über Wasserlauf |                                                                                    | Volme                                                              | Volme                                                              |
| Brücke |                                                                                    | B 54                                                               | B 54                                                               |
| |                                                                                    |                                                                    |                                                                    |
| Haltepunkt / Haltestelle, ehemals Bahnhof | 26,200                                                                             | Halver-Oberbrügge (2012–2019 Awanst) (1986–2019 kein PV)           | 281 m                                                              |
| |                                                                                    |                                                                    |                                                                    |
| Abzweig geradeaus und ehemals nach rechts |                                                                                    | ehem. Verbindung zur Wuppertalbahn                                 | ehem. Verbindung zur Wuppertalbahn                                 |
| Brücke über Wasserlauf |                                                                                    | Hamecke                                                            | Hamecke                                                            |
| ehemaliger Haltepunkt / Haltestelle | 28,200                                                                             | Bollwerk                                                           | Bollwerk                                                           |
| ehemaliger Bahnhof | 30,600                                                                             | Vollme (1892–1976)                                                 | Vollme (1892–1976)                                                 |
| Brücke über Wasserlauf |                                                                                    | Volme (2x)                                                         | Volme (2x)                                                         |
| ehemaliger Haltepunkt / Haltestelle | 33,400                                                                             | Grünenbaum                                                         | Grünenbaum                                                         |
| Brücke über Wasserlauf |                                                                                    | Schleipe                                                           | Schleipe                                                           |
| Brücke über Wasserlauf |                                                                                    | Volme                                                              | Volme                                                              |
| Bahnhof | 35,100                                                                             | Kierspe (1986–2019 kein PV)                                        | 354 m                                                              |
| Brücke über Wasserlauf |                                                                                    | Wehe                                                               | Wehe                                                               |
| Brücke über Wasserlauf |                                                                                    | Holtsiepen                                                         | Holtsiepen                                                         |
| Brücke über Wasserlauf |                                                                                    | Hartmecke                                                          | Hartmecke                                                          |
| Brücke über Wasserlauf |                                                                                    | Hahnenbecke                                                        | Hahnenbecke                                                        |
| |                                                                                    |                                                                    |                                                                    |
| Bahnhof | 38,818                                                                             | Meinerzhagen (1986–2013 kein PV)                                   | 406 m                                                              |
| |                                                                                    |                                                                    |                                                                    |
| Abzweig geradeaus und nach links |                                                                                    | Stichstrecke nach Krummenerl                                       | Stichstrecke nach Krummenerl                                       |
| Tunnel |                                                                                    | Meinerzhagener Tunnel (384 m)                                      | 427 m                                                              |
| Brücke über Wasserlauf |                                                                                    | Genkel                                                             | Genkel                                                             |
| Brücke über Wasserlauf |                                                                                    | Deipensiepen                                                       | Deipensiepen                                                       |
| ehemaliger Haltepunkt / Haltestelle | 43,800                                                                             | Holzwipper                                                         | Holzwipper                                                         |
| Brücke über Wasserlauf |                                                                                    | Brucher bzw. Wipper                                                | Brucher bzw. Wipper                                                |
| |                                                                                    |                                                                    |                                                                    |
| Strecke von rechts · Abzweig geradeaus und von halbrechts |                                                                                    | ehem. Wippertalbahn von Wipperfürth ehem. Leppetalbahn (Meterspur) | ehem. Wippertalbahn von Wipperfürth ehem. Leppetalbahn (Meterspur) |
| |                                                                                    |                                                                    |                                                                    |
| |                                                                                    |                                                                    |                                                                    |
| Kopfbahnhof Streckenende · Bahnhof | 47,800                                                                             | Marienheide (1987–2003 kein PV, 2003–2014 Hp)                      | 359 m                                                              |
| |                                                                                    |                                                                    |                                                                    |
| Brücke über Wasserlauf |                                                                                    | Leppe                                                              | Leppe                                                              |
| ehemaliger Bahnhof | 51,000                                                                             | Kotthausen                                                         | Kotthausen                                                         |
| Brücke über Wasserlauf |                                                                                    | Rospebach                                                          | Rospebach                                                          |
| ehemaliger Haltepunkt / Haltestelle | 54,600                                                                             | Gummersbach Nord                                                   | Gummersbach Nord                                                   |
| Brücke |                                                                                    | Brückenstraße                                                      | Brückenstraße                                                      |
| Brücke |                                                                                    | Kampgasse (2x)                                                     | Kampgasse (2x)                                                     |
| Bahnhof | 56,070                                                                             | Gummersbach                                                        | 255 m                                                              |
| Brücke |                                                                                    | Hubert-Sülzer-Straße                                               | Hubert-Sülzer-Straße                                               |
| ehemaliger Haltepunkt / Haltestelle | 60,400                                                                             | Vollmerhausen Berg                                                 | Vollmerhausen Berg                                                 |
| Abzweig geradeaus und ehemals von links |                                                                                    | ehem. Aggertalbahn von Olpe                                        | ehem. Aggertalbahn von Olpe                                        |
| Strecke mit Straßenbrücke |                                                                                    | B 56 Talbrücke Aggertal                                            | B 56 Talbrücke Aggertal                                            |
| Brücke über Wasserlauf |                                                                                    | Strombach                                                          | Strombach                                                          |
| |                                                                                    |                                                                    |                                                                    |
| Bahnhof | 60,587                                                                             | Gummersbach-Dieringhausen (bis 2018: Dieringhausen)                | 183 m                                                              |
| |                                                                                    |                                                                    |                                                                    |
| |                                                                                    | Aggertalbahn nach Overath/Köln                                     |                                                                    |
| |                                                                                    |                                                                    |                                                                    |
| Quellen: |                                                                                    |                                                                    |                                                                    |

Die Bahnstrecke Hagen–Gummersbach-Dieringhausen (auch Volmetalbahn genannt, nach dem Fluss Volme, deren Lauf sie südlich von Hagen bis zum Quellort Meinerzhagen folgt) ist eine größtenteils eingleisige (früher bis Brügge durchgehend und zwischen Gummersbach und Dieringhausen zweigleisige) und nicht elektrifizierte Eisenbahnstrecke von Hagen über Lüdenscheid-Brügge, Meinerzhagen und Gummersbach nach Gummersbach-Dieringhausen. Dort schließt sich die Aggertalbahn in Richtung Köln an.
Auf dem nördlichen Abschnitt fährt die Regionalbahnlinie Volmetal-Bahn (RB 52), welche genau genommen über vier verschiedene Eisenbahnstrecken führt, von Lüdenscheid über Hagen Hauptbahnhof nach Dortmund Hauptbahnhof.
Im südwestlichen Abschnitt fährt die Oberbergische Bahn (RB 25) von Lüdenscheid über Lüdenscheid-Brügge, Meinerzhagen und Gummersbach-Dieringhausen nach Köln Hansaring.
Im Bahnhof Lüdenscheid-Brügge besteht eine Umsteigeverbindung zwischen RB 25 und RB 52 am selben Bahnsteig in nur 3 Minuten für eine Weiterfahrt im Volmetal.

## Geschichte

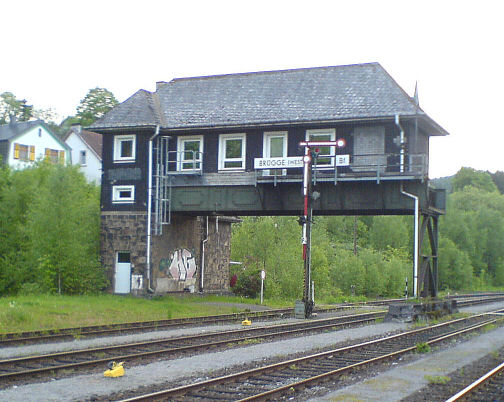
Historisches Stellwerk Brügge

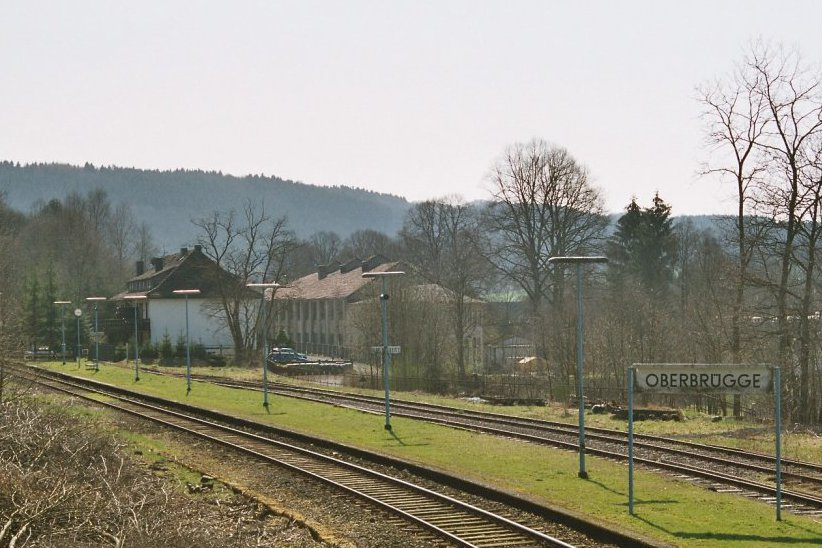
Stillgelegter Bahnhof Oberbrügge, jetzt wieder Haltepunkt

Die Strecke wurde schon in den 1840er Jahren als Alternativtrasse zur Ruhr-Sieg-Bahn untersucht. Am 26. Juni 1869 wurde das Unternehmen der Bergisch-Märkischen Eisenbahn-Gesellschaft durch einen Nachtrag zum Statut erweitert. Der Gesellschaft wurde die landesherrliche Genehmigung (Konzession) für den „Bau und Betrieb einer Eisenbahn von Hagen nach Brügge bei Lüdenscheid“ erteilt. Im Mai 1870 wurde von der Bergisch-Märkischen Eisenbahn-Gesellschaft mit dem Bau der Volmetalbahn begonnen. Am 16. Oktober 1871 wurde der Abschnitt von Hagen nach Oberhagen und am 15. März 1874 die weitere Strecke bis Dahl für den Güterverkehr eröffnet. Am 6. September 1874 wurde dieser auch für den Personenverkehr freigegeben. Nach der Verstaatlichung wurde die Volmetalbahn in den Jahren 1891/1892 von Brügge über Meinerzhagen nach Marienheide und Gummersbach verlängert. 1893 war die gesamte Strecke bis Dieringhausen fertig gestellt. Die Weiterführung von Krummenerl zum Anschluss an die Biggetalbahn und weiter nach Kreuztal wurde mehrfach in Angriff genommen, allerdings nicht vollendet. Der Weiterbau endete 1927 in Krummenerl.
In Hagen war anfangs eine Trassierung mitten durch die Stadt (entlang der heutigen Bergstraße) gewählt worden. Aufgrund erheblicher Behinderung für den Straßenverkehr wurde im November 1906 mit dem Bau einer Alternative durch den Goldbergtunnel begonnen, die am 1. Juli 1910 in Betrieb genommen wurde. Beim Ausbau der Strecke um 1906 zur zweigleisigen Hauptbahn wurden im weiteren Verlauf der Kotthausener Tunnel und der Hammerhausener Tunnel abgetragen.
Am Anfang des 20. Jahrhunderts bestanden Planungen, die Volmetalbahn mit der Bahnstrecke Plettenberg–Herscheid zu verbinden und so eine Verknüpfung zwischen Volme- und Lennetal zu schaffen. Dies scheiterte jedoch an den hohen Baukosten. Im Mintenbecker Tal bei Oberbrügge befindet sich in diesem Zusammenhang ein angearbeiteter Bahndamm, der als Investitionsruine nie von einem Zug genutzt wurde.
Bis in die 1950er Jahre gab es in Marienheide eine Übergabe zur schmalspurigen Leppetalbahn.
Auf der Strecke zwischen Hagen und Brügge befinden sich drei aufgelassene Bahnhöfe beziehungsweise Haltepunkte. Zwischen Oberhagen und Dahl gab es noch Stationen in Hagen-Delstern und -Ambrock, zwischen Dahl und Rummenohl war früher ein Haltepunkt in Priorei. Alle diese wurden am 27. Mai 1979 geschlossen.
Im Mai 1986 wurde der Personenverkehr zwischen Brügge und Marienheide eingestellt, ein Jahr später auch zwischen Marienheide und Gummersbach.

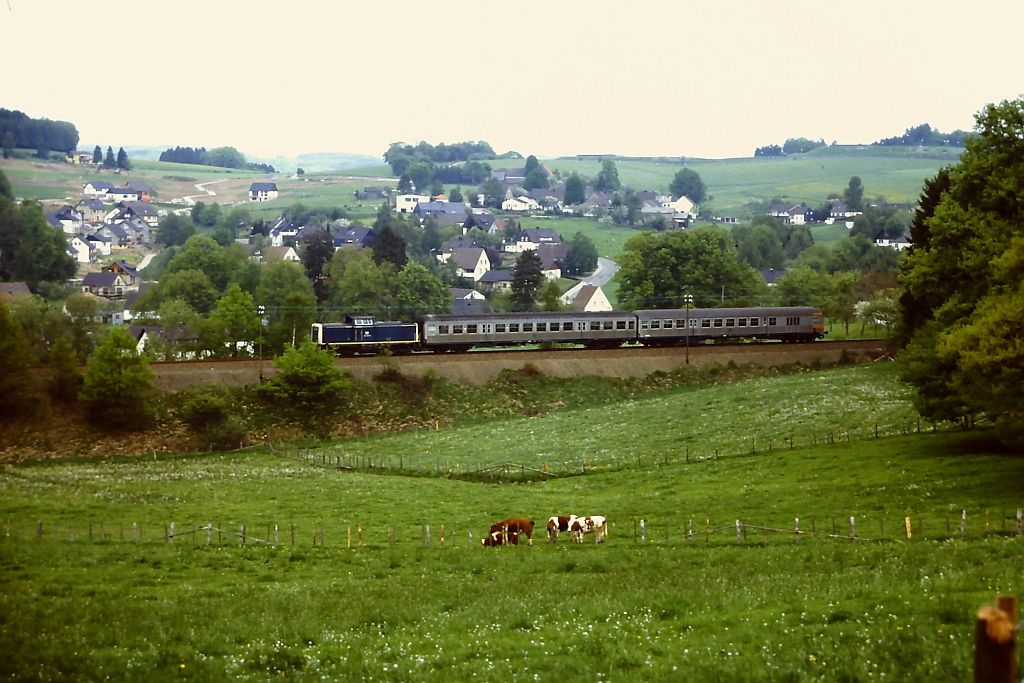
212 312-3 mit N 6367 am 23. Mai 1986 bei der Ausfahrt aus Marienheide in Richtung Meinerzhagen

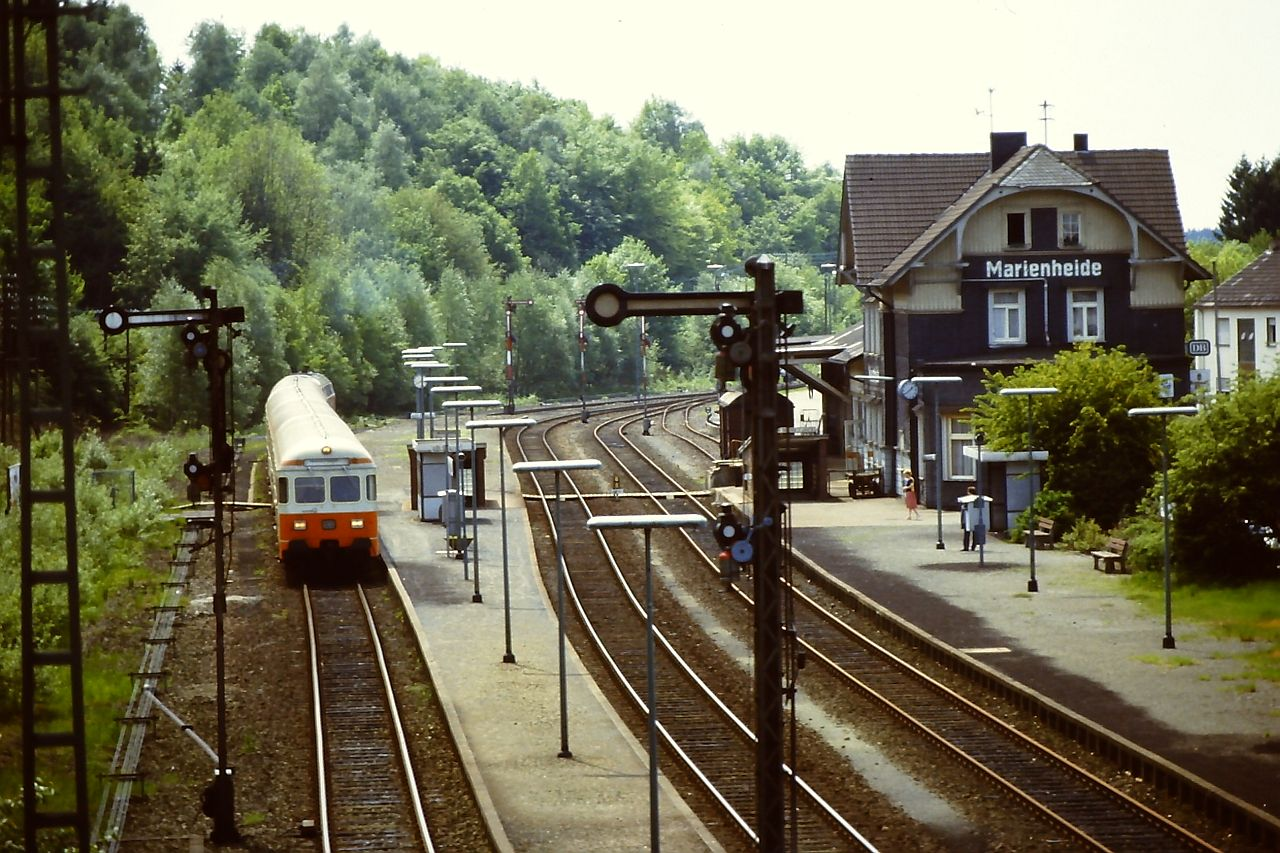
Bahnhof Marienheide 1986 mit City-Bahn-Zug in Pop-Lackierung

Von 1965 bis zum September 1994 fuhren auf der Volmetalbahn Wendezüge, bestehend aus Hagener Diesellokomotiven der Baureihe 212 mit zwei bis drei Wagen. Zumeist handelte es sich dabei um n-Wagen. Bis 1979 gab es außerdem einen Schienenbus-Pendelverkehr zwischen Lüdenscheid und Brügge, der den Anschluss an die Eilzüge zwischen Köln und Hagen herstellte. Vergleichsweise kurz währte die Zeit der Dieseltriebwagen der Baureihe 628.4, die von September 1994 bis zum 30. Mai 1999 verkehrten. Auf dem Abschnitt (Köln–)Dieringhausen–Meinerzhagen (1986 verkürzt bis Marienheide, ab 1987 nur noch bis Gummersbach) kam von 1984 bis 1995 die City-Bahn zum Einsatz.
1996 wurde der Betrieb des Nahverkehrs auf der Volmetalbahn in einer europaweiten Ausschreibung an die Dortmund-Märkische Eisenbahn (DME) vergeben. Sie übernahm am 30. Mai 1999 den Betrieb auf der Verbindung Hagen–Brügge–Lüdenscheid und setzte Dieseltriebwagen vom Typ Bombardier Talent ein. Im Jahr 2004 gewann die Deutsche Bahn die erneute Ausschreibung und setzte Triebwagen vom Typ Alstom Coradia LINT (Baureihe 648) ein. Nach der Erprobung der Triebwagen Pesa Link auf der Strecke seit dem 5. August 2018 werden diese fast ausschließlich in der Baureihe 632 (teilweise auch 633) dort eingesetzt.

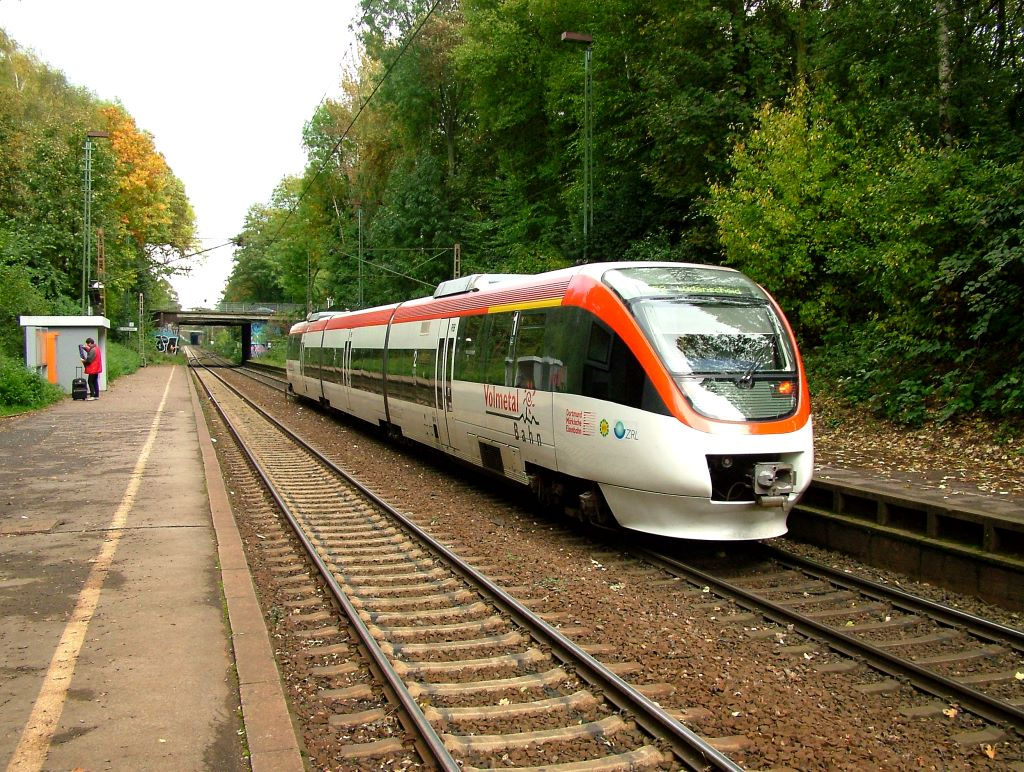
Triebwagen der Dortmund-Märkischen Eisenbahn am Haltepunkt Dortmund Westfalenhalle, 2004

Noch während der ersten Ausschreibung wurde die Strecke zwischen Brügge und Hagen-Delstern eingleisig zurückgebaut, um sie zu beschleunigen. Diese Beschleunigung ist jedoch im Betrieb nur minimal, dafür wurden diverse Nebengleise abgebaut und der Fahrplankorridor sehr verengt. Die heute noch regelmäßig von Meinerzhagen Richtung Hagen verkehrenden Schotter-Ganzzüge und die Leerzüge in Gegenrichtung müssen regelmäßig in Brügge oder Delstern warten. Auch bei Verspätungen der Personenzüge ist die planmäßige Begegnung in Rummenohl nicht immer möglich und erzeugt weitere Verspätungen, die die angestrebte Beschleunigung wieder aufheben. Durch den Rückbau des zweiten Gleises wurden die ehemaligen Mittelbahnsteige in Dahl, Dahlerbrück und Schalksmühle zu Außenbahnsteigen.
Eine 1997 vorgestellte Planung zur Regionalstadtbahn Hagen, die Volmetalbahn von Dortmund über Hagen nach Lüdenscheid als Stadtbahn direkt vom Dortmunder Stadtzentrum über das Hagener Stadtzentrum bis in die Innenstadt von Lüdenscheid zu betreiben, wurde trotz des verkehrlichen Nutzens aus Kostengründen abgelehnt.

### Unwetter 2021
Der Abschnitt von Hagen nach Brügge wurde durch das Hochwasser im Juli 2021 schwer beschädigt. Güter- und Personenverkehr wurden auf dem gesamten Streckenabschnitt eingestellt. Seit dem Fahrplanwechsel am 12. Dezember 2021 wird der Abschnitt Hagen – Rummenohl wieder von der RB 52 bedient. Da zwei schwere Böschungsrutschungen den Bahndamm im Abschnitt Rummenohl–Brügge auf mehreren hundert Metern unterspült und dabei große Teile des Gleisunterbaus weggespült haben, wurde im August 2022 mit dem Bau von zwei Stützwänden begonnen. Beim Bau der größeren dieser beiden Wände sorgten starke Regenfälle im September 2022 für massive Probleme mit aufsteigendem Grund- und seitlich drückendem Hang-Stauwasser, was den vorbereitenden Bau eines Spundwandkastens erforderlich machte, um die Baugrube für die Betonarbeiten an der Stützmauer trockenlegen zu können. Daraus ergaben sich neue Umweltverträglichkeitsprüfungen für das betroffene Volme-Ufer sowie die Notwendigkeit zusätzlicher Ausschreibungen für die Bauleistungen im schwierigen Gelände des Volme-Flussbetts, die nur von spezialisierten Tiefbaufirmen erbracht werden können.
Bei der im Westkopf des Bahnhofs Brügge befindlichen Volmebrücke wurde der Mittelpfeiler beschädigt. Um die Brücke hochwasserresilient zu machen, geschieht ihr Neubau nun ohne Mittelpfeiler, was allerdings aufwendigere Gründungen der Widerlager erfordert. Daneben erhöhte die auf der Brücke verbaute Weiche die Komplexität von Planung und Bauausführung.
Aufgrund dieser Schwierigkeiten konnte der geplante Termin für die Wiederinbetriebnahme des Streckenabschnitts im Dezember 2022 nicht gehalten werden. Bis Juni 2025 fand weiterhin zwischen Lüdenscheid-Brügge und Meinerzhagen Busverkehr statt. Am 1. Juli 2025 wurde die Strecke zwischen Marienheide und Lüdenscheid wieder freigegeben, allerdings kam es schon am Vormittag erneut zu einer Sperrung im Abschnitt zwischen Brügge und Lüdenscheid wegen eines defekten Signals. Stand 16. Juli dauert diese Sperrung weiter an.

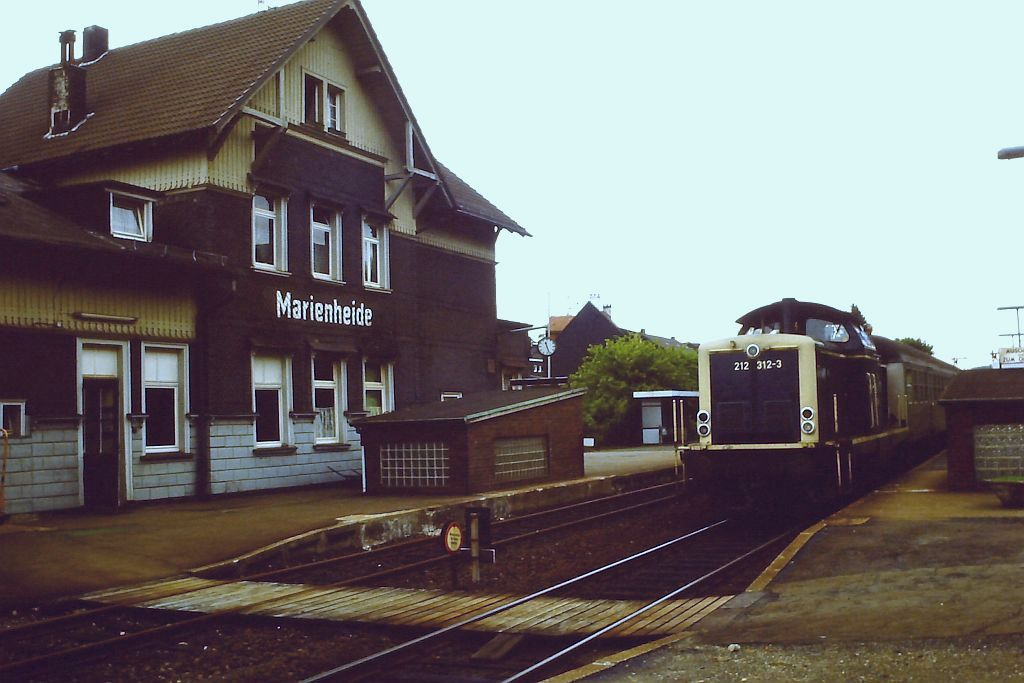
212 312-3 im Bahnhof Marienheide, 1986

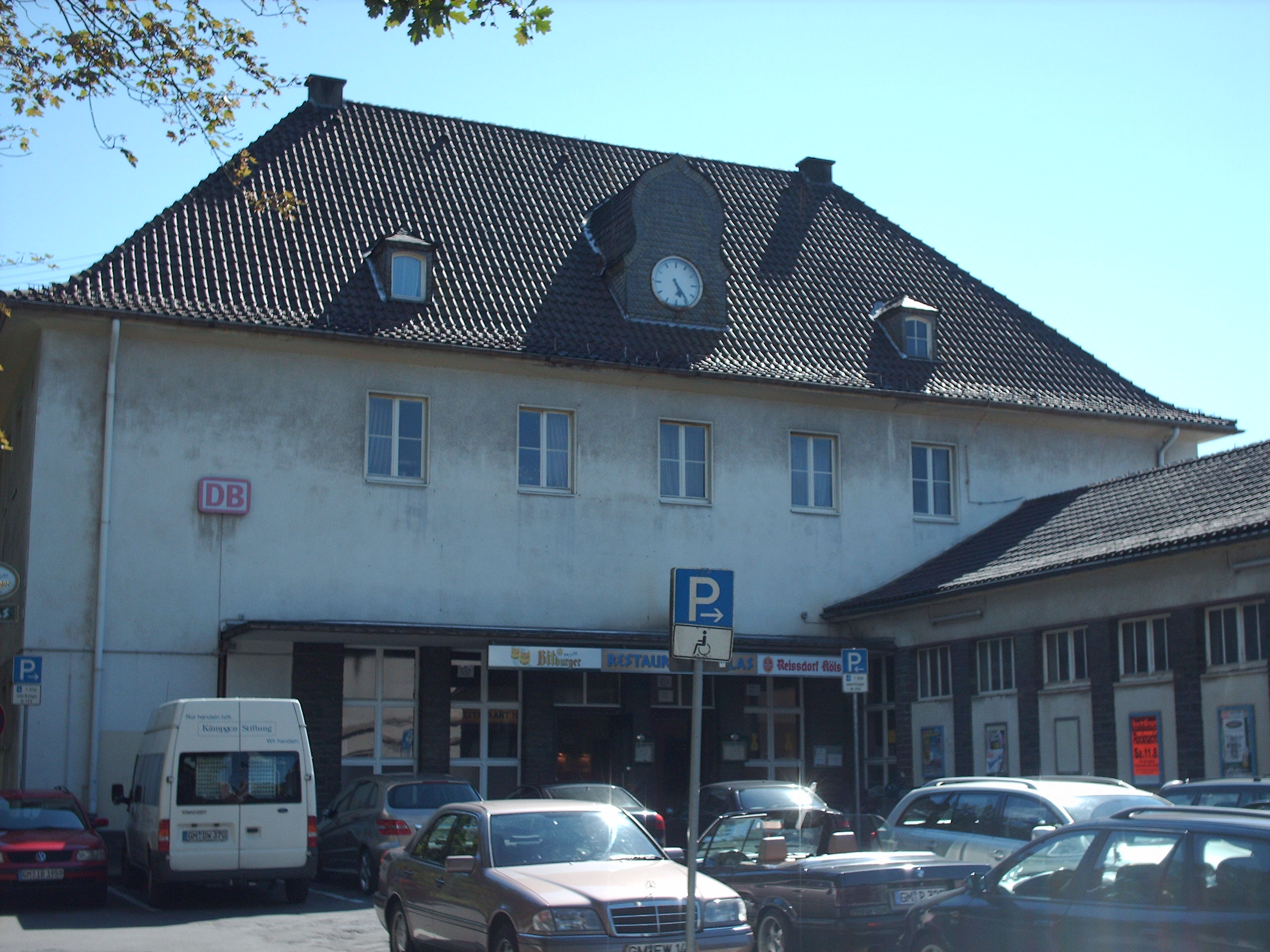
Im Januar 2012 abgerissenes Empfangsgebäude in Gummersbach

## Bauwerke

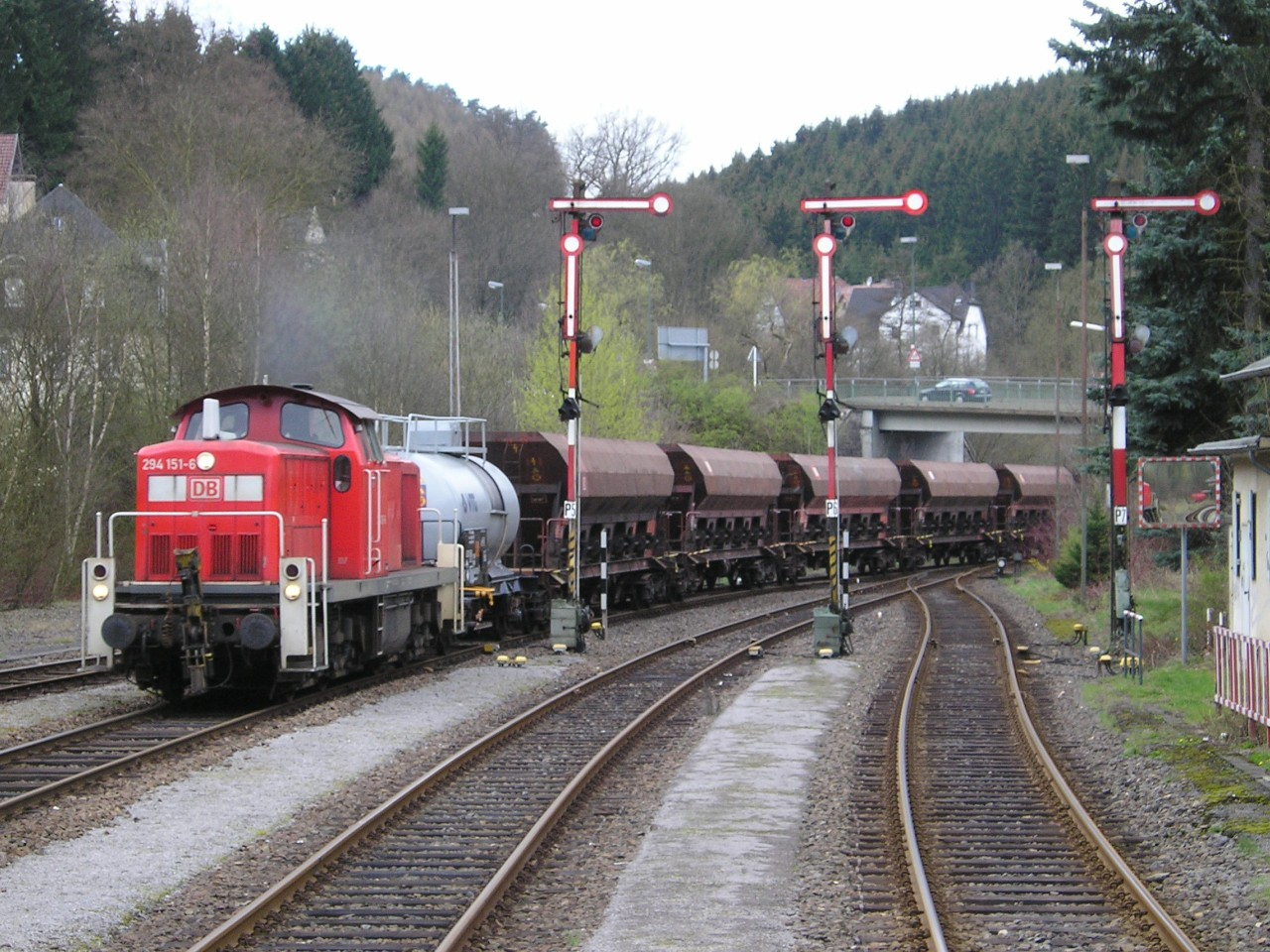
Rangierlokomotive 294 151-6 vor einem Güterzug aus Richtung Hagen im Bahnhof Brügge (Westfalen)

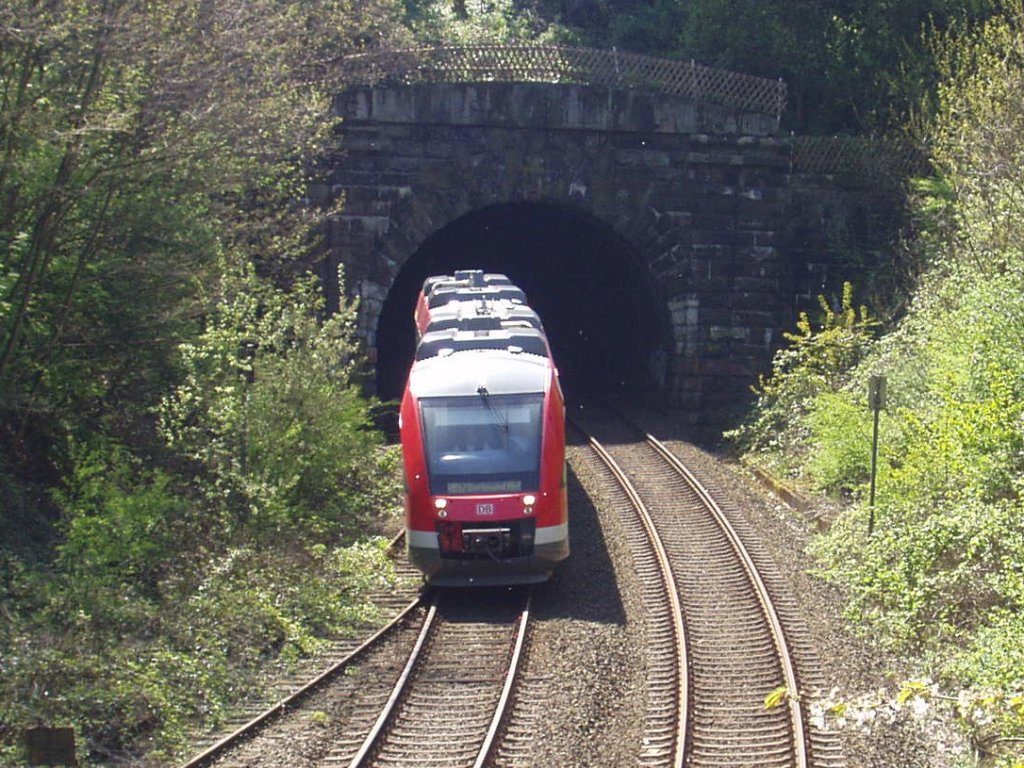
Die Volmetalbahn verlässt den Goldbergtunnel in Richtung Hagen.

An der Volmetalbahn existiert mit dem 2200 Meter langen Goldbergtunnel in Hagen ein bedeutendes Eisenbahnbauwerk, der bis in die 1970er Jahre der längste Eisenbahntunnel in Nordrhein-Westfalen war. Der Hengstenberger Tunnel bei Dahl besteht aus zwei 232 m langen Röhren. Gleiches gilt für Twieströmer- (152 m) und Winkhauser Tunnel (227 m).
Ein weiteres markantes Bauwerk ist das Stellwerk im Bahnhof Brügge.
Eines der beiden Stellwerke am Gummersbacher Bahnhof dient seit 2006 der örtlichen Sparkasse als Schulungszentrum. Die meisten anderen Stellwerke sind dagegen heute abgerissen oder stehen leer.

## Betrieb
Die Volmetalbahn wird im Personennahverkehr von den Regionalbahnlinien RB 25 (Köln Hansaring – Lüdenscheid) und RB 52 (Dortmund Hbf – Lüdenscheid) befahren.
Auf der unteren Volmetalbahn (Hagen nach Brügge) verkehrt täglich im Stundentakt (mit Taktlücken am Sonntagmorgen) die Regionalbahnlinie Volmetal-Bahn (RB 52). Sie beginnt in Dortmund Hauptbahnhof und führt über Hagen Hauptbahnhof und den Bahnhof Brügge (Westf) (mit Fahrtrichtungswechsel) zum Bahnhof Lüdenscheid. Die Zugkreuzung findet kurz vor der halben Stunde in Rummenohl statt.
Seit dem 12. Dezember 2004 wird der Schienenpersonennahverkehr auf der unteren Volmetalbahn von der DB Regio NRW betrieben, für die Volmetal-Bahn werden seit August 2018 Dieseltriebzüge der Baureihe 632 des polnischen Herstellers Pesa für Geschwindigkeiten bis 140 km/h einsetzt, wobei die Volmetalbahn maximal 90 km/h zulässt.
Auf der oberen Volmetalbahn (Dieringhausen nach Brügge) verkehrt die Regionalbahnlinie 25 „Oberbergische Bahn“ mit Dieseltriebzügen der Baureihe 620 (teilweise in Doppeltraktion), die in Dieringhausen von der Aggertalbahn aus Köln auf die Volmetalbahn durchgebunden werden. Im Stundentakt verkehrt ein Zug zwischen Köln und Lüdenscheid. Das Fahrplanangebot wird in den Hauptverkehrszeiten zu einem halbstündlichen Rhythmus zwischen Köln und Gummersbach verdichtet. Aufgrund der fehlenden Ausweiche zwischen Meinerzhagen und Brügge verkehrte die Regionalbahn zunächst (2017–2019) nur alle zwei Stunden zwischen Köln und Lüdenscheid. Mit dem Fahrplanwechsel im Dezember 2019 wurde der Bahnhof Kierspe wiederhergestellt und damit der Stundentakt zwischen Köln und Lüdenscheid ermöglicht. Als Eisenbahnverkehrsunternehmen fungiert DB Regio NRW unter dem Markennamen „VAREO“ (Voreifel, Ahrtal, Rhein, Eifel, Oberbergisches Land/obere Volme).
Seit 2003 verkehrten die Züge wieder bis Marienheide, am 27. Februar 2014 wurde die Strecke bis nach Meinerzhagen reaktiviert, am 10. Dezember 2017 bis Brügge.

## Lückenschluss mit der Aggertalbahn und Ausbauten

### Ehemalige Planung

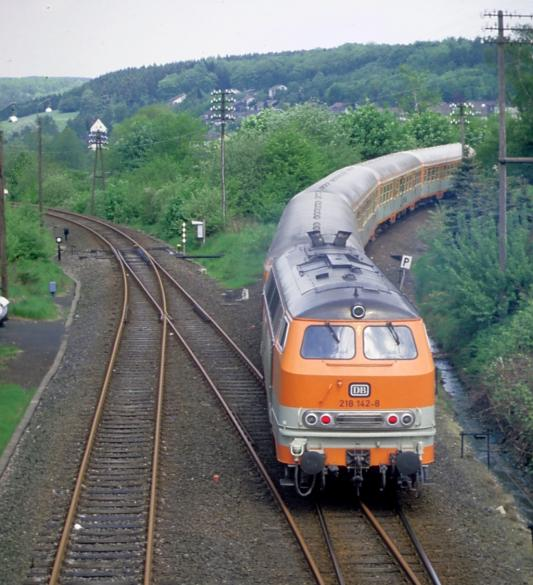
Die Citybahn fuhr in den 1980er Jahren von Köln nach Meinerzhagen (hier in Marienheide, links die bereits damals stillgelegte Wippertalbahn nach Remscheid-Lennep).

Es gab zahlreiche Bestrebungen, den Personenverkehr auf dem eingestellten Abschnitt wieder aufzunehmen. Durch den geplanten Lückenschluss sollte eine Verbindung aus vier Teilen entstehen:
- dem betriebenen Teil der Volmetalbahn bis Brügge (Westf),
- dem im Personenverkehr ungenutzten Abschnitt bis Meinerzhagen,
- dem betriebenen Teil von Meinerzhagen über Gummersbach bis Gummersbach-Dieringhausen,
- der Aggertalbahn von Dieringhausen nach Overath und
- der Bahnstrecke Overath–Köln.

### Lückenschluss Gummersbach–Brügge
Ende der 1990er Jahre ließen die beteiligten Kommunen und Aufgabenträger ein Gutachten zum verkehrlichen Nutzen und der Wirtschaftlichkeit des Lückenschlusses zwischen Gummersbach und Brügge erstellen. Das Gutachten kam zu dem Schluss, dass die Wiedereröffnung volkswirtschaftlich sinnvoll wäre und der Streckenabschnitt von etwa 4500 Fahrgästen pro Tag genutzt würde. Dabei wurde ermittelt, dass 2200 Fahrgäste Neukunden wären, die das Nahverkehrsangebot nicht nutzten. Die Bahn sollte dabei 20 Minuten schneller und im Abschnitt Meinerzhagen–Gummersbach häufiger als das Busangebot verkehren. Daraufhin stufte Land Nordrhein-Westfalen im Sommer 1998 in seiner ÖPNV-Bedarfsplanung den Lückenschluss zwischen Brügge (Westf) und Gummersbach als vordringlich ein und plante erforderliche Geldmittel für die Reaktivierung im Haushalt ein. Es wurden entsprechende Verträge mit Kommunen und SPNV-Aufgabenträgern geschlossen.
Im Abschnitt zwischen Gummersbach und Marienheide wurde der Verkehr schließlich Ende April 2003 wiederaufgenommen. Allerdings wurden der Haltepunkt Gummersbach Nord und der Bahnhof Kotthausen nicht reaktiviert. Für die Reaktivierung des acht Kilometer langen Abschnittes wurden drei Millionen Euro investiert. Anschließend sollte der restliche Abschnitt zwischen Brügge (Westf) und Marienheide für den Personenverkehr reaktiviert werden. Im Mai 2006 stoppte der damalige Landesverkehrsminister Oliver Wittke alle SPNV-Projekte in Nordrhein-Westfalen, darunter auch die endgültige Fertigstellung der Teilstrecke Marienheide–Brügge. Zwischen Marienheide und Meinerzhagen wurden bereits zu dem Zeitpunkt neue Gleise verlegt, neue Signale installiert und neue Bahnübergänge gebaut.
Die Verbandsversammlung des Verkehrsverbundes Rhein-Sieg (VRS) sprach sich am 26. September 2006 in Köln für den Lückenschluss der Bahnstrecke Marienheide–Brügge aus. Die Zweckverbände hatten bereits Bestellgarantien abgegeben. Zuletzt unterzeichneten am 16. Januar 2007 der Landrat des Oberbergischen Kreises Hagen Jobi, der Landrat des Märkischen Kreises Aloys Steppuhn sowie die Bürgermeister der Städte zwischen Gummersbach und Hagen, ferner die Kreisbaudirektoren des Märkischen und des Oberbergischen Kreises eine gemeinsame Erklärung, in der sie die Fertigstellung der Reaktivierung forderten.

### Erneuter Anlauf ab 2007
Am 7. November 2007 hob der damalige NRW-Verkehrsminister Oliver Wittke den verfügten Planungsstopp für den Abschnitt Marienheide–Meinerzhagen auf. Wittke folgte damit einer Empfehlung der Zweckverbände Rhein-Sieg und Ruhr-Lippe.
Auf einer Sitzung des Lenkungskreises zur Reaktivierung der Bahnstrecke Marienheide–Meinerzhagen in Gummersbach im November 2008 wurden verschiedene Planungen vorgestellt. Dazu zählte eine Erweiterung des 30-Minuten-Taktes Köln–Overath nach Engelskirchen und später sogar bis Gummersbach. Gleichzeitig sollte auch die Verbindung bis Meinerzhagen wiedereröffnet und einige Verbesserungen auf der Gesamtstrecke geschaffen werden. Hierzu zählt eine Wiederinbetriebnahme des talseitigen Gleises zwischen Gummersbach und Dieringhausen. Anschließend sollte auch der Abschnitt bis Brügge reaktiviert werden. Der Zweckverband SPNV Ruhr-Lippe verfügte allerdings zu diesem Zeitpunkt nicht über die notwendigen Mittel, um das jährliche Betriebskostendefizit ausgleichen zu können.
Im November 2009 wurde der Betrieb ab dem 15. Dezember 2013 für 20 Jahre bis zum Jahr 2033 ausgeschrieben. Dabei wurde Meinerzhagen als Ziel für die RB 25 fest angegeben. Den Zuschlag bei der Ausschreibung erhielt DB Regio Rheinland.
Im Februar 2011 bot die Deutsche Bahn die Strecke zwischen Brügge und Meinerzhagen zum Verkauf an. Damit schien die Stilllegung der Strecke nahegerückt. Das stärkte den Widerstand in den betroffenen Kommunen.
Im Juni 2011 gab der zuständige Zweckverband bekannt, dass der Streckenabschnitt zwischen Meinerzhagen und Brügge mit erheblichem Aufwand in zwei Ausbaustufen instand gesetzt wird. Die erste Ausbaustufe sollte von Herbst 2011 bis Ende 2012 dauern und ein Bauvolumen von 8 Millionen Euro umfassen. Die zweite Ausbaustufe hatte in etwa dasselbe Volumen und sollte bis spätestens 2014 abgeschlossen sein. Somit wäre sowohl der Güter- als auch der Personenverkehr für die Zukunft der Volmetalbahn gesichert gewesen. Die Städte Meinerzhagen, Kierspe und Halver begrüßten die Planungen. Außerdem äußerte der SPD-Landtagsabgeordnete Gordan Dudas, dass die Verbindung Meinerzhagen–Brügge im Rahmen der Ausbaustufe Köln–Hagen wichtig für die Anbindung der Region an den Schienenverkehr sei und die Bahnstrecke den Wirtschafts- und Bildungsstandort Südwestfalen stärke.
In Brügge wurde der Außenbahnsteig durch einen Mittelbahnsteig mit einem Kopfgleis zum Wenden der Linie RB 52 und einem Durchgangsgleis für die RB 25 an der gegenüberliegenden Seite ersetzt, und in Kierspe ist wieder eine Kreuzungsmöglichkeit vorgesehen. Für die Erhöhung der Streckengeschwindigkeit auf 80 km/h mussten einige Bahnübergänge geschlossen und andere mit Lichtzeichenanlagen versehen werden.
Am 27. Februar 2014 erhielt Meinerzhagen wieder Anschluss an den Schienenpersonenverkehr. Die Züge der Regionalbahnlinie RB 25 Köln Hansaring–Gummersbach–Marienheide verkehrten nun im Taktverkehr wieder bis Meinerzhagen. Dort hatte der letzte fahrplanmäßige Personenzug am 31. Mai 1986 den Bahnhof Meinerzhagen in Richtung Gummersbach-Dieringhausen verlassen. Der Haltepunkt Holzwipper wurde dabei nicht reaktiviert. Die Weichen zur Reaktivierung wurden im Jahr 2012 zudem für den vollständigen Lückenschluss durch das Volmetal bis Lüdenscheid-Brügge gestellt, die Realisierung musste allerdings mehrfach aufgrund planungsrechtlicher Verzögerungen beim Umbau der 19 Bahnübergänge verschoben werden und erfolgte am 10. Dezember 2017. Auf dem Streckenabschnitt Meinerzhagen – Brügge verkehrte die RB 25 von Köln nach Lüdenscheid bis Dezember 2019 im Zweistundentakt. Jedoch waren der Bahnhof Kierspe sowie der Haltepunkt Halver-Oberbrügge noch nicht fertiggestellt und konnten nicht bedient werden. Erst am 15. Dezember 2019 wurden beide Verkehrsstationen wieder an das Eisenbahnnetz angeschlossen. Mit diesem Tag ist die obere Volmetalbahn (Gummersbach – Lüdenscheid-Brügge) für den Personenverkehr vollständig reaktiviert worden.
Bereits seit Anfang Oktober 2012 liefen im Bereich des Bahnhofsgeländes in Meinerzhagen umfangreiche Arbeiten. Mit Blick auf die ursprünglich für Dezember 2013 geplante Reaktivierung des Personenverkehrs auf dem Abschnitt zwischen Marienheide und Meinerzhagen wurden die Gleisanlagen grunderneuert. Bis Ende November 2012 gab es auch im weiteren Verlauf der Volmestrecke hinter Kierspe in Richtung Oberbrügge dazu weitere Ausbauarbeiten. Die Deutsche Bahn AG investierte in die Gleiserneuerung rund 16,5 Millionen Euro.
Die Reaktivierung der Volmetalbahn war ein wesentliches Projekt innerhalb des Regionale-2013-Programms „Oben an der Volme“. Zusätzlich zu den Streckenarbeiten – durchgeführt durch die Deutsche Bahn – gestalteten die vier beteiligten Kommunen Meinerzhagen, Kierspe, Halver und Schalksmühle auch das Umfeld rund um die Bahnhöfe attraktiver. Zudem werden diese Abstellmöglichkeiten für den ebenfalls zum Regionale-Projekt gehörenden Volmetal-Radweg erhalten. Er soll auf einer Länge von fünf Kilometern zwischen Brügge und Schalksmühle als Bahntrassenradweg auf dem Gelände des ehemaligen zweiten Gleis der Volmetalbahn verlaufen. Nach damaligen Stand (2013) wollte sich die Deutsche Bahn an der Gesamtplanung mit einem Investitionsvolumen von rund 29 Millionen Euro beteiligen.
In Meinerzhagen und Kierspe wurden zur Verknüpfung von Bahn- und Busverkehr auch die Zentralen Omnibusbahnhöfe (ZOB) neugestaltet.

## Weitere Angebotsentwicklung

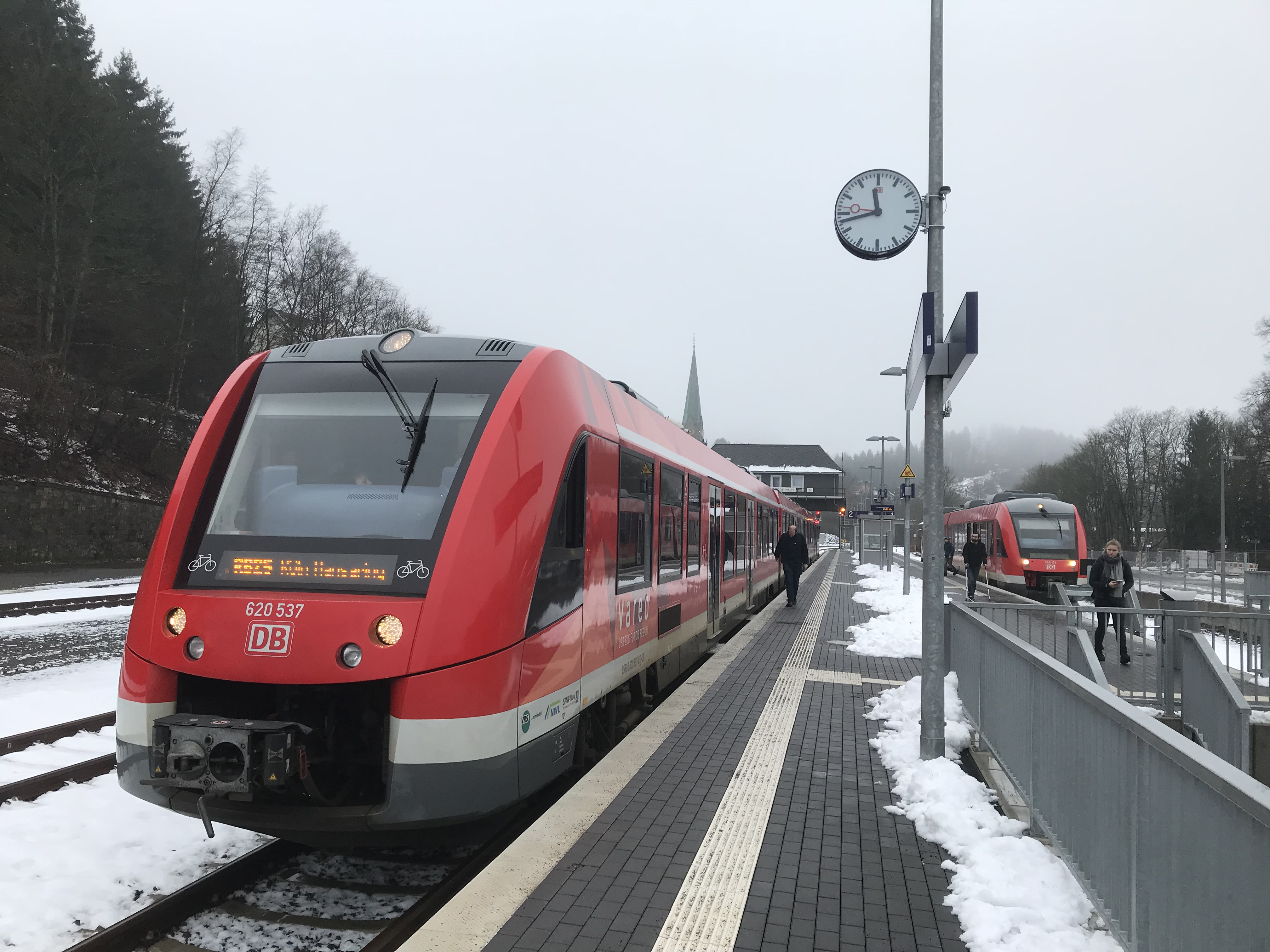
Seit 10. Dezember 2017 gibt es nach 30 Jahren wieder planmäßigen Personenverkehr zwischen Brügge und Köln.

Im Rahmen der Neuausschreibung des Sauerlandnetzes hat DB Regio wieder den Zuschlag erhalten. Der Vertrag läuft ab dem Fahrplanwechsel im Dezember 2016 für zwölf Jahre. Auf der Linie RB 52 sind Fahrzeuge des Typs Pesa Link im Einsatz. Da diese nicht pünktlich zur Betriebsaufnahme bereitstanden, musste DB Regio bis zu deren Auslieferung mit Bestandsfahrzeugen weiterfahren. Zur Kompensation 14 wegfallender Triebzüge der Baureihe 648.1, die ab Dezember 2016 in Brandenburg vertraglich gebunden waren und dafür zuvor modernisiert werden mussten, hatte der Standort Dortmund sechs ältere Fahrzeuge der Baureihe 648.0 aus Schleswig-Holstein erhalten.
Ab August 2018 erfolgte mit fast zwei Jahren Verspätung der Einsatz der neuen Fahrzeuggeneration.
Trotz Reaktivierung des Personenverkehrs auf dem Streckenabschnitt Meinerzhagen – Brügge wurden die Zwischenstationen Halver-Oberbrügge und Kierspe wegen fehlender Planfeststellungsbeschlüsse 2017 noch nicht bedient. Ende Juni 2019 wurde der Abschnitt zwischen Brügge und Meinerzhagen gesperrt, um in Kierspe ein Kreuzungsgleis anzulegen und 19 Bahnübergänge umzubauen, damit eine höhere Streckengeschwindigkeit möglich ist. Mit dem Fahrplanwechsel im Dezember 2019 wurde der Betrieb wieder aufgenommen und der Stundentakt der RB 25 bis Lüdenscheid eingeführt, sowie ein Halt in Kierspe und ein Bedarfshalt in Halver-Oberbrügge in Betrieb genommen.

## Zukünftige Planungen
Nach dem „Zielnetz 2030+“ des Zweckverband Nahverkehr Rheinland (NVR) bestehen Planungen, die RB 25 zwischen Gummersbach und Köln als S15 in das Netz der S-Bahn Köln aufzunehmen, mit Durchbindung über Euskirchen bis nach Kall in der Eifel. Dazu soll die RB 25 mit der RB 24 auf der Eifelstrecke verbunden werden. Zusätzlich sollte eine neue Linie RE22 zwischen Lüdenscheid und Trier eingeführt werden. Zur Einführung des S-Bahn-Betriebes im 20-Minuten-Takt soll die Strecke zwischen Gummersbach und Köln elektrifiziert werden. Im Jahr 2018 wurde eine Machbarkeitsstudie beauftragt; dabei wird auch eine zweite Stufe in Form der Elektrifizierung des Abschnittes von Gummersbach nach Lüdenscheid untersucht werden. Eine Elektrifizierung würde auch eine Regional-Express-Verbindung Lüdenscheid – Köln ermöglichen. Im März 2019 sollten erste Ergebnisse den Gebietskörperschaften vorgestellt werden. Ein erster Zwischenstand der Studie wurde im November 2019 vorgestellt, wonach es möglich ist, die Strecke zu elektrifizieren und eine S-Bahn-Linie im 20-Minuten-Takt zwischen Köln und Marienheide einzurichten. Für das verbesserte Angebot müssen mehr als 300 Millionen Euro in die Infrastruktur investiert werden. Im Rahmen des Gutachtens wurde ermittelt, dass die S-Bahn-Linie bis Gummersbach als auch bis Marienheide einen volkswirtschaftlichen Nutzen erzielt. Ein überlagernder schneller Regionalverkehr (RE 22 Lüdenscheid – Trier) zusätzlich zur S-Bahn wird wirtschaftlich als nicht umsetzbar angesehen. Für den Restabschnitt der Linie RB 25 Gummersbach/Marienheide – Lüdenscheid bestehen Überlegungen, die Durchbindung zu trennen und die Verkehre mit alternativen Antriebstechnologien durchzuführen.

## Betriebsstellen (Auswahl)

### Bahnhof Vollme
Der Bahnhof Vollme wurde 2009 abgerissen. Bei der Wiederaufnahme des Zugverkehrs zwischen Meinerzhagen und Brügge im Dezember 2017 wurde Vollme nicht als Haltepunkt reaktiviert.

### Bahnhof Gummersbach
Der Bahnhof Gummersbach besteht nur aus zwei Gleisen, von denen eines bis Ende 2013 ein Stumpfgleis am Bahnsteig war. Das Empfangsgebäude des Bahnhofs Gummersbach wurde im Januar 2012 abgerissen, anstelle dessen sollte ein zweiter Bahnsteig entstehen – neben anderen Umbauten, die im März 2009 mit der Verlegung der Einfahrweiche begonnen hatten.
Im Zuge der Wiedereröffnung der Strecke in Richtung Meinerzhagen – Lüdenscheid wurde der Bahnhof Gummersbach umgebaut. Der neue Bahnsteig ist komplett überdacht und beidseitig anfahrbar. Eine Unterführung ermöglicht einen direkten Zugang zum Campus Gummersbach der Technischen Hochschule Köln. Der Bahnhof ist barrierefrei.
Im November 2009 wurde im Gummersbacher Bahnhofsbereich eine Brücke gebaut, auf der die Strecke seitdem die Straße zum Steinmüllergelände überquert.

### Bahnhof Kotthausen
Der Bahnhof Kotthausen wurde im Jahre 1893 eröffnet. Der Bahnhof rentierte sich schnell, da vier Ortschaften auf diesen Bahnhof zugriffen. Da aber wegen zweier Steinbrüche im Einzugsbereich der Güterverkehr mehr Bedeutung hatte, wurde der Bahnhof erst ab 1898 für den Personenverkehr freigegeben. Die Station besaß ein für kleine Bahnhöfe umfangreiches Gleisgebilde.
Durch Eröffnung der Leppetalbahn im Jahr 1900 sank der Verkehrsanteil. 1908 wurde der Bahnhof ausgebaut. Er überstand den Zweiten Weltkrieg weitgehend ohne große Schäden: im Februar 1945 traf eine Fliegerbombe eine Dampflokomotive und beschädigte das Stellwerk. Nach einem Unglück in einem der Steinbrüche ging der Güterzugverkehr zurück. Im Jahr 1987 hielt das letzte Mal eine CityBahn im Bahnhof Kotthausen.
Der Bahnhof wurde bei der Reaktivierung nicht berücksichtigt; dazu existieren auch keine Planungen für die Zukunft.